# Hyundai Ioniq
El Hyundai Ioniq es un automóvil liftback de 5 puertas y 5 plazas producido por el fabricante coreano Hyundai.
Presentado en el salón del automóvil de Ginebra en enero de 2016. Entregó las primeras unidades a finales de 2016.
Ofrece tres versiones: híbrido, híbrido enchufable, y eléctrico.

## Descripción
El nombre Ioniq es una composición sintética de las palabras Ion (ión) y unique (único).
Es el primer vehículo en ofrecer tres versiones electrificadas sobre la misma plataforma.
En su diseño se puso mucho énfasis en la reducción de peso de los componentes. En el motor eléctrico síncrono de imán permanente se redujo un 10% el espesor de los componentes del núcleo y se usó alambre de cobre de sección cuadrada para reducir las pérdidas.
Utiliza acero ligero de alta resistencia. Algunas piezas como el capó y el portón son de aluminio.
Usa un paquete de baterías de polímero de iones de litio que es un 20% más ligero que las de iones de litio tradicionales. También tiene menos sensibilidad al efecto memoria.
A diferencia de otros híbridos no tiene batería auxiliar de 12V. Esto supone un ahorro de peso de 11,8 kg.
Está equipado con neumáticos de baja resistencia a la rodadura.
Tiene un coeficiente aerodinámico (Cd) de 0,24.
El sistema de climatización es muy eficiente y tiene un modo «solo conductor» que permite climatizar únicamente la zona del conductor.
El cuadro de instrumentos es una pantalla TFT de 7 pulgadas.
La pantalla táctil central TFT es de 8 pulgadas.
El sistema permite integrar el smartphone activando sus funciones de música, telefonía y navegación.
Ofrece una zona de carga inductiva para teléfonos móviles.
Dispone del sistema Blue Link que ofrece servicios de conectividad telemáticos como activación remota de la climatización, búsqueda de destinos a través de Google, apertura y cierre remotos, localización del vehículo, asistencia en carretera. Al sistema Blue Link se puede acceder a través de la web MyHyundai y de una aplicación móvil para smartphones y relojes smartwatch.
Permite monitorizar la carga de la batería remotamente.
Ofrece el sistema Lane Departure Warning System with Lane Keep Assist (LKAS)  que avisa acústicamente cuando se circula sobre las líneas de los carriles.
El sistema Automatic Emergency Braking (AEB) with Pedestrian Detection (sistema automático de frenada de emergencia con detección de peatones) es un sistema activo que alerta al conductor en situaciones de emergencia e incluso frena automáticamente si es necesario. Fusiona la información del radar y la cámara y opera en tres fases. Inicialmente avisa al conductor visual y acústicamente, luego controla la frenada de acuerdo al grado de peligro y aplica la máxima fuerza de frenado si la colisión es inminente. El sistema detecta a los peatones delante del coche y funciona cuando el vehículo circula a más de 8 km/h.
Usando el radar frontal el Smart Cruise Control permite mantener la distancia al vehículo precedente sin necesidad de tocar los pedales. El sistema se cancela por debajo de 8 km/h.
Dispone de 7 airbags. 

## Híbrido

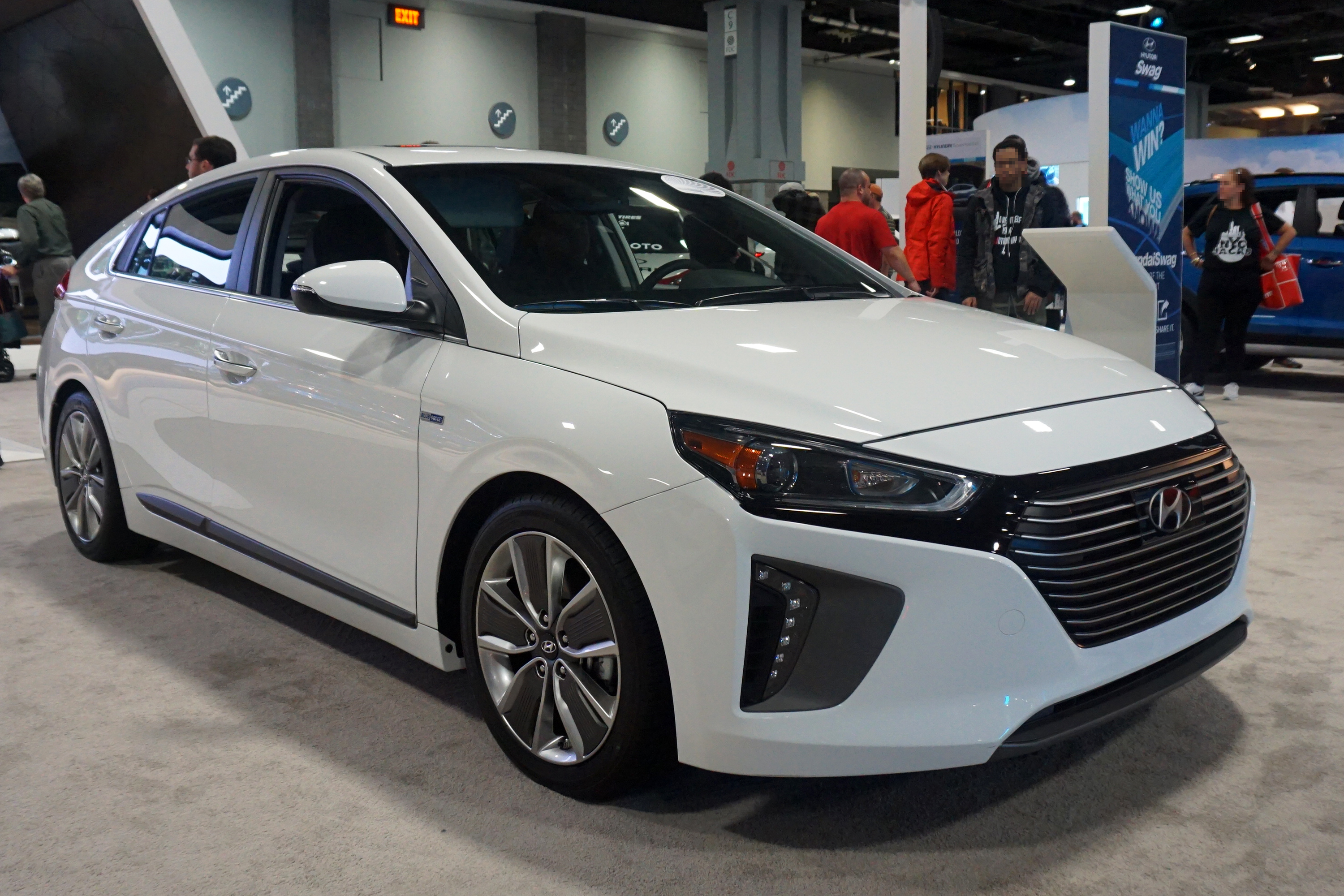
Hyundai Ioniq híbrido

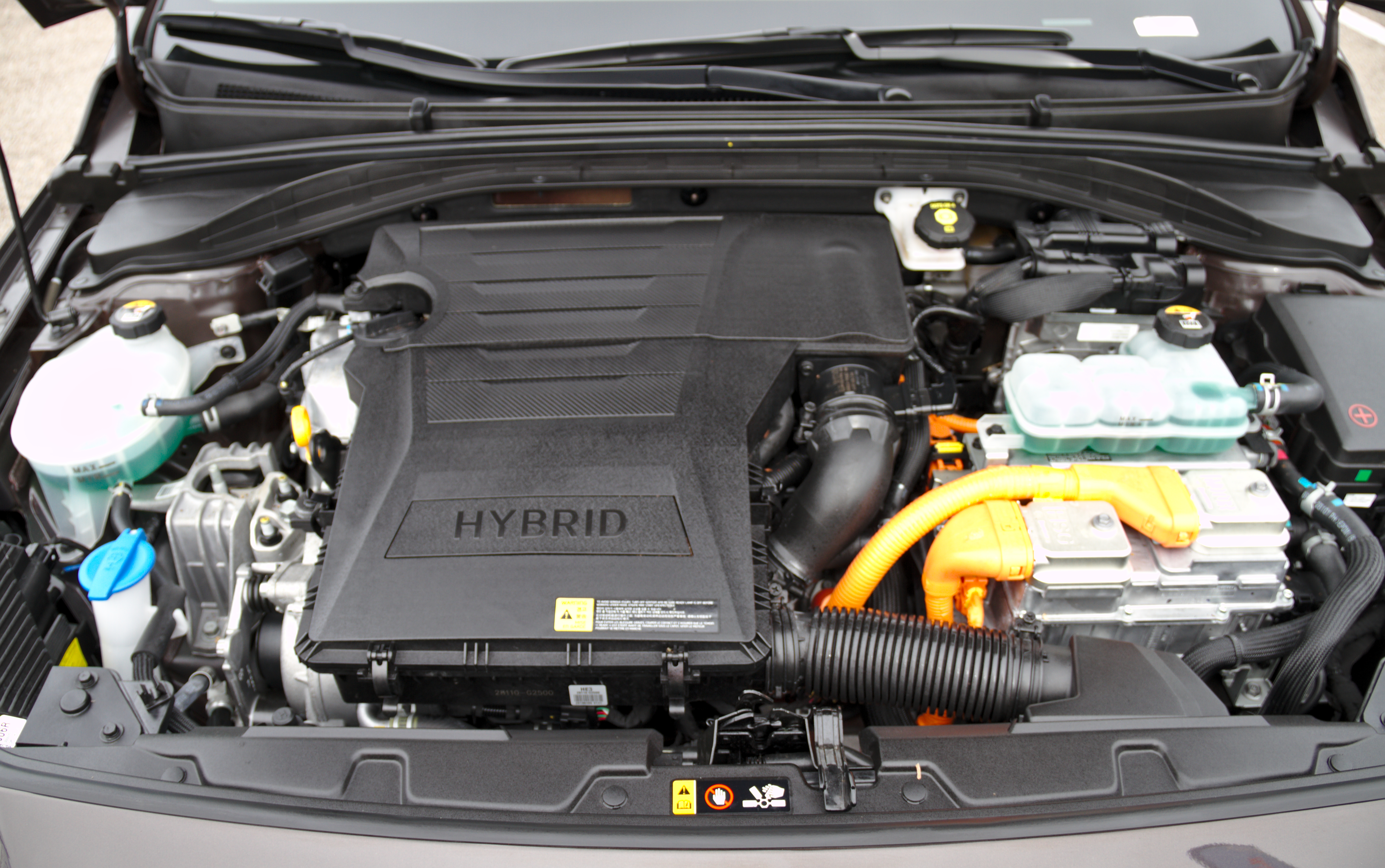
Inversor y motor del Hyundai Ioniq híbrido

El Ioniq Hybrid dispone de un motor de gasolina de ciclo Atkinson de inyección directa 1.6 Kappa de cuatro cilindros con 78 kW (106 CV) y un par motor máximo de 148 N·m.
La transmisión es de doble embrague de 6 marchas con el objetivo de proporcionar mayor dinamismo que las cajas CVT (Continuously Variable Transmission) habituales en los vehículos híbridos.
Se puede seleccionar el modo Sport y el modo Eco. El modo Sport aguanta más las marchas y combina la potencia del motor de gasolina con el eléctrico para obtener mayores prestaciones. En el modo Eco se optimiza la selección de marchas cambiando a bajas revoluciones para obtener mayor eficiencia y menor consumo.
Tiene un pedal acelerador y otro de freno. Se conduce como un coche automático.
El motor eléctrico proporciona 32 kW (44 CV) y un par motor máximo de 169 N·m.
La batería de polímero de iones de litio de 240 V tiene una capacidad de 1,56 kWh y está situada bajo los asientos traseros.
Los dos motores combinados proporcionan una potencia total de 104 kW (141 CV).
La velocidad máxima es de 185 km/h.
Acelera de 0 a 100 km/h en 10,8 segundos (llantas de 15 pulgadas) o 11,1 segundos (llantas de 17 pulgadas).
Su peso va de 1370 kg a 1477 kg.
Tiene una capacidad de maletero de 443 litros hasta la bandeja, 550 litros hasta el techo y 1505 litros con los asientos traseros abatidos.
En España tiene una garantía de 5 años sin límite de kilómetros.
La batería está garantizada por 8 años o 200 000 km, lo que primero se alcance.

## Híbrido enchufable

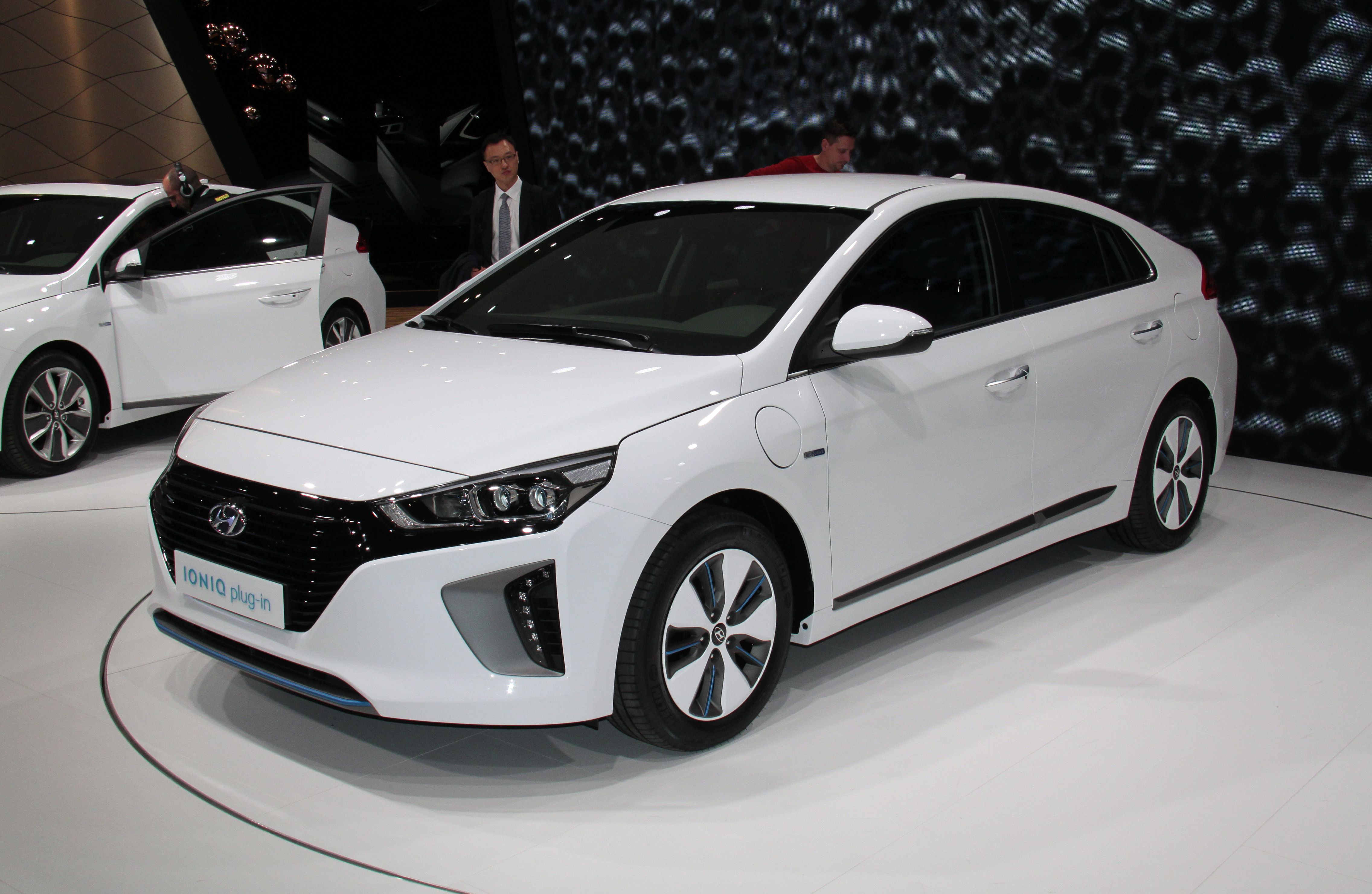
Hyundai Ioniq híbrido enchufable

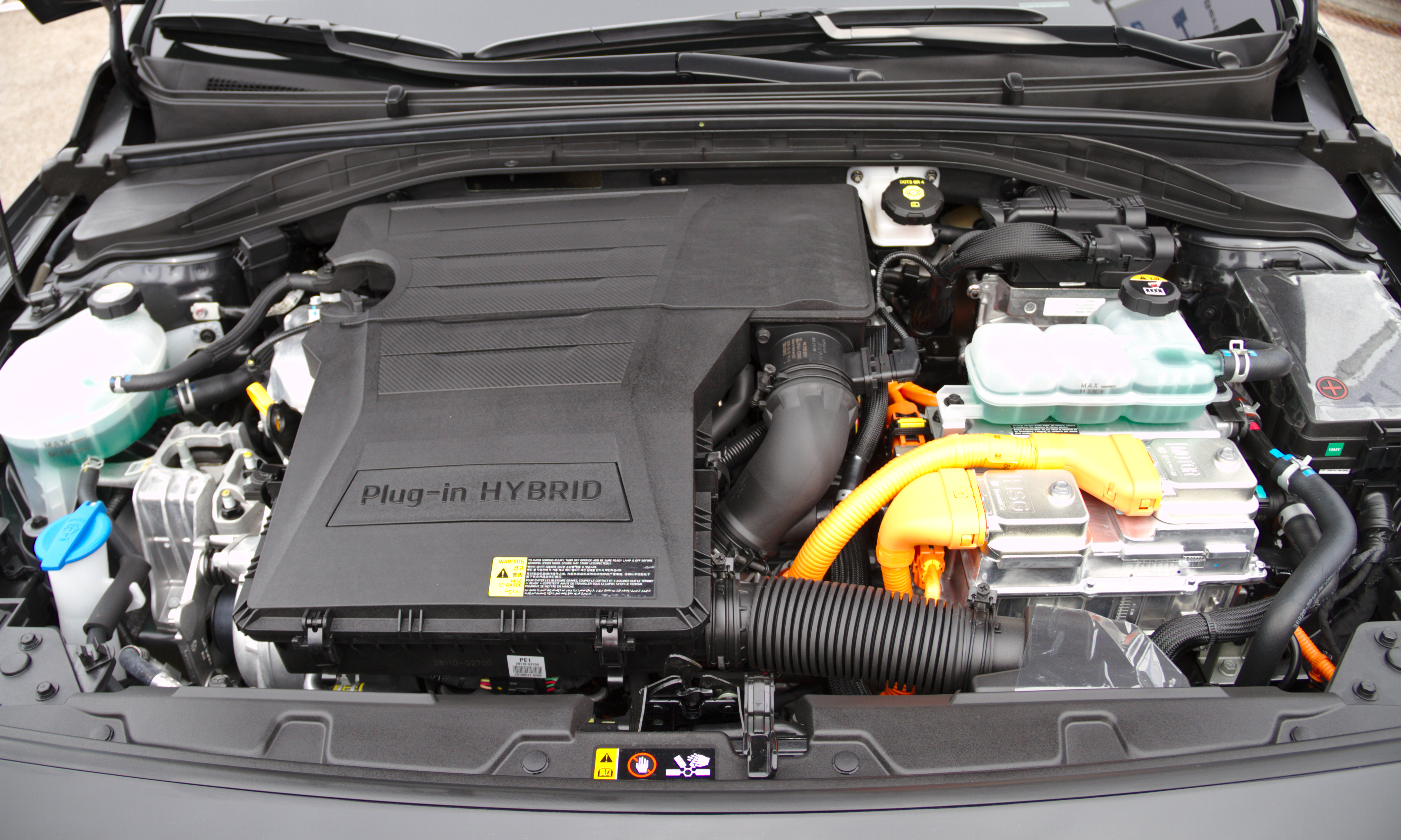
Inversor y motor del Hyundai Ioniq híbrido enchufable

EL Ioniq Hybrid Plug-in dispone de un motor de gasolina de ciclo Atkinson de inyección directa de cuatro cilindros con 78 kW (106 CV) y un par motor máximo de 148 N·m.
La transmisión es de doble embrague de 6 marchas con el objetivo de proporcionar mayor dinamismo que las cajas CVT (Continuously Variable Transmission) habituales en los vehículos híbridos.
Se puede seleccionar el modo Sport y el modo Eco. El modo Sport aguanta más las marchas y combina la potencia del motor de gasolina con el eléctrico para obtener mayores prestaciones. En el modo Eco se optimiza la selección de marchas cambiando a bajas revoluciones para obtener mayor eficiencia y menor consumo.
Una batería de 8,9 kWh de litio-polímero de iones y con un par del motor eléctrico de 45 kW (61 CV) permite hasta 51 km de conducción sin emisiones.
La diferencia radica en el poder recargar la batería desde una fuente de alimentación externa mientras que los híbridos no enchufables solo pueden recargar con la frenada regenerativa.
Dispone de ventajas en las restricciones al acceso a «zonas limpias» urbanas.
Tiene una capacidad de maletero de 337 litros.

## Ioniq EV

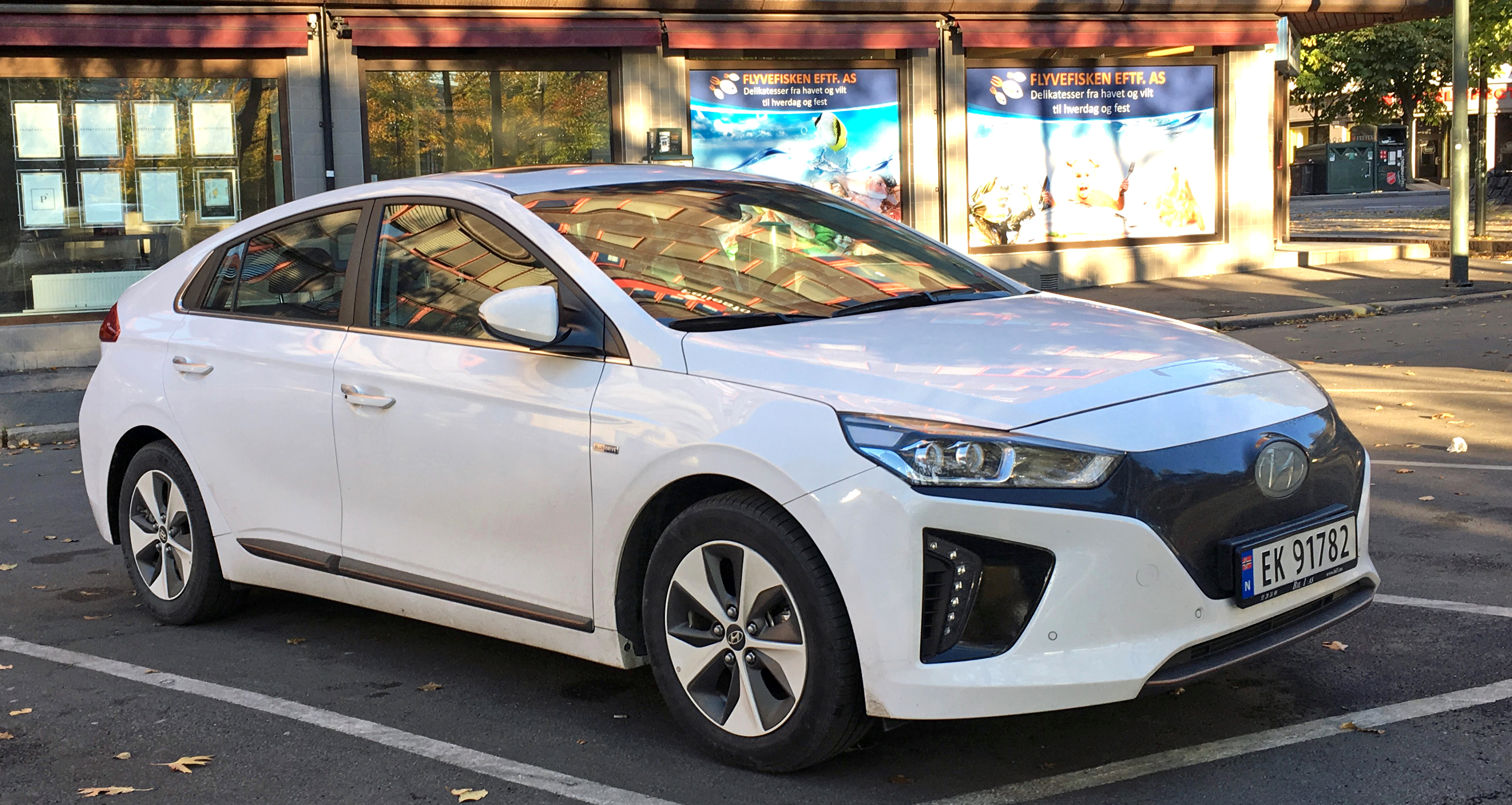
Hyundai Ioniq eléctrico

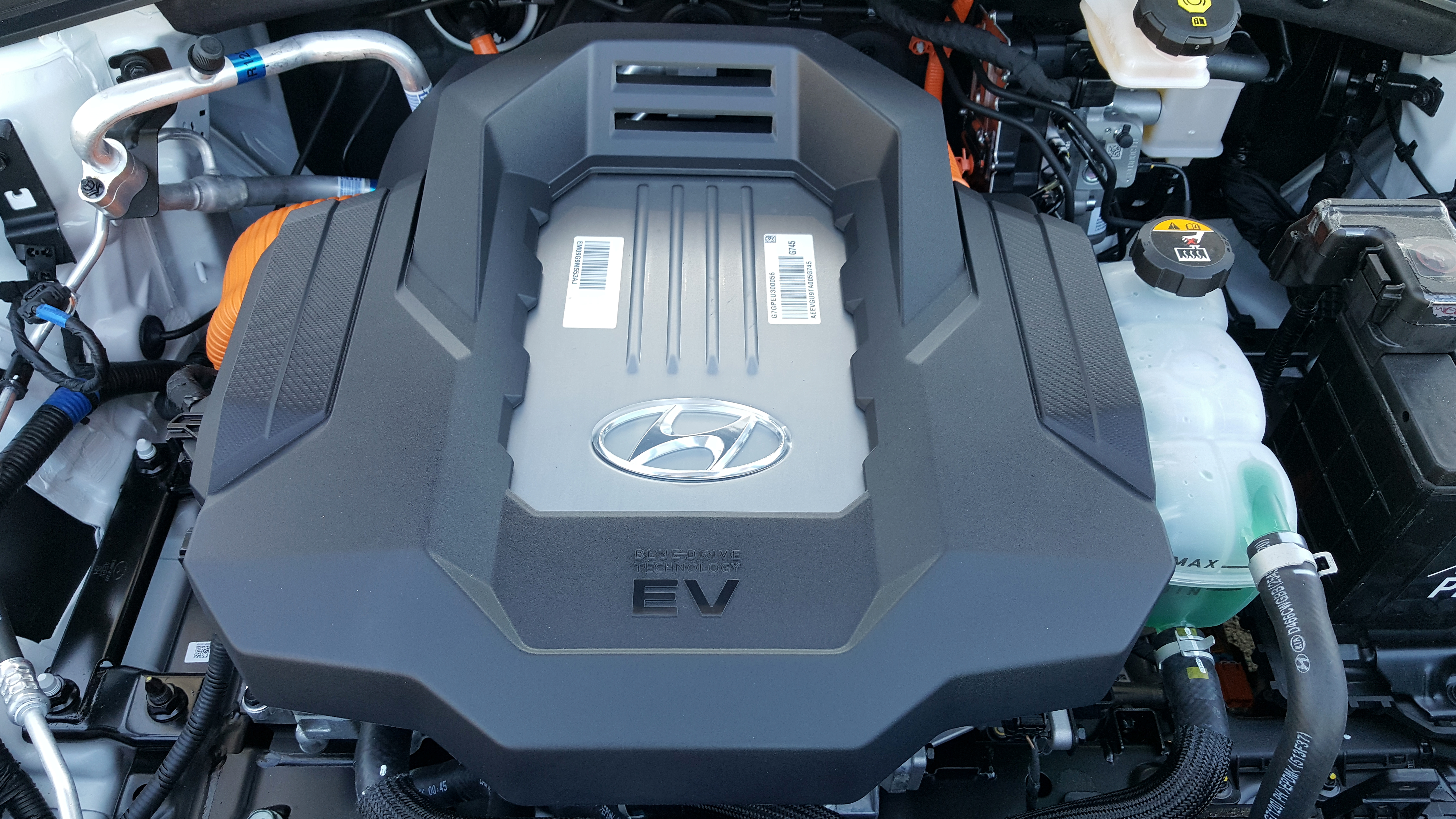
Inversor y motor del Hyundai Ioniq eléctrico

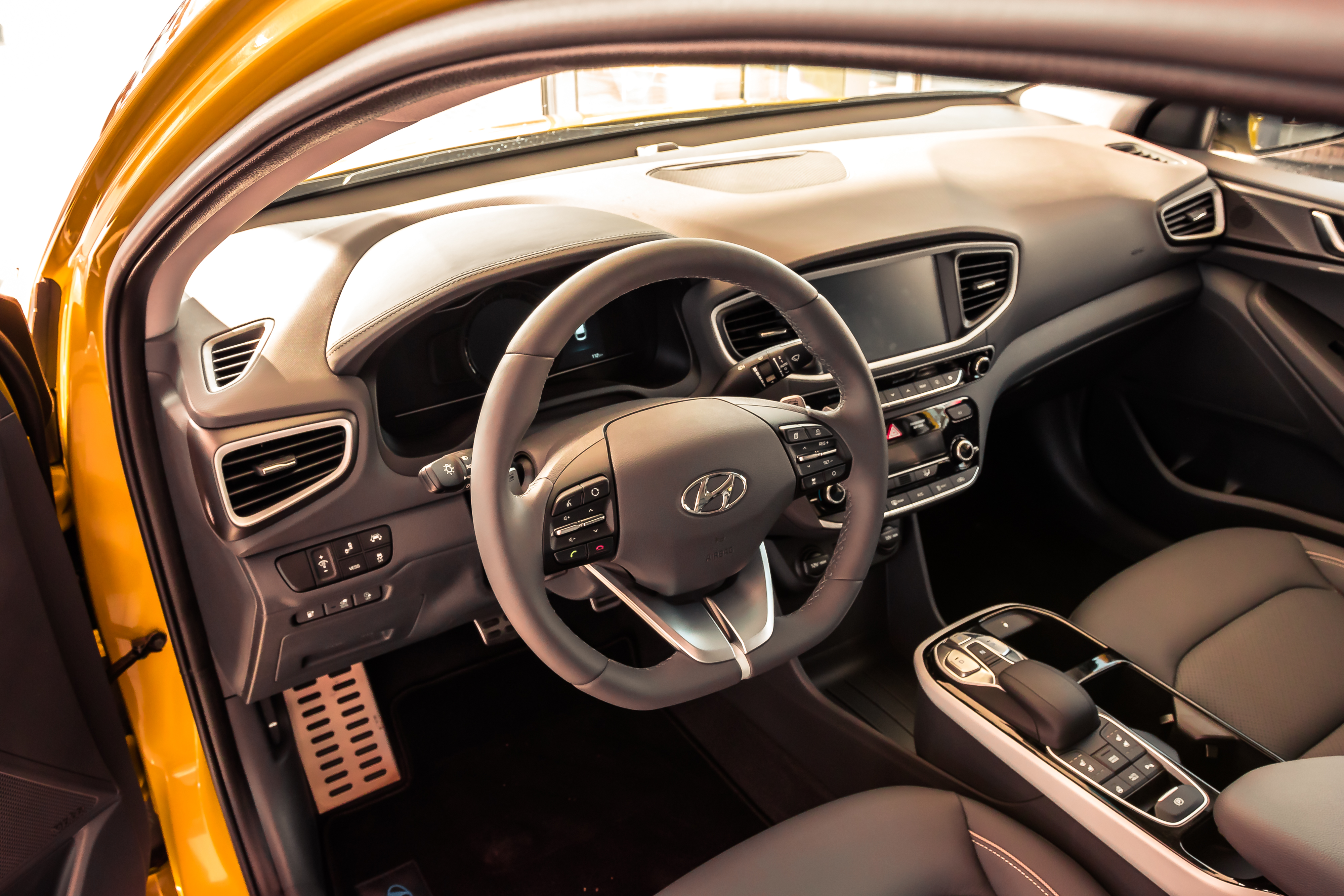
Hyundai Ioniq eléctrico

Tiene un motor de 88 kW (120 CV) con un par motor máximo de 295 N·m. Está conectado al eje delantero por medio de una caja reductora simple.
Acelera de 0 a 100 km/h en 9,9 segundos.
Alcanza una velocidad punta de 165 km/h.
La batería de polímero de iones de litio de 28 kWh y 360 V le proporciona una autonomía de 200 km (124 millas) en el ciclo EPA y de 280 km en el ciclo europeo NEDC.
Dispone de un sistema integrado de calefacción para las baterías con el fin de optimizar la carga y la autonomía al circular con bajas temperaturas.
Según el ciclo aplicado en Corea del Sur tiene una autonomía de 169 km.
El cargador de a bordo tiene una potencia de 6,6 kW.
Puede cargar en unas 12 horas en cualquier enchufe doméstico con el cable de serie In-Cable Control Box (ICCB).
Hyundai recomienda la instalación de un cargador de pared (wallbox) de 7 kW en el aparcamiento habitual con el que se puede efectuar una carga completa en 4 horas y media.
Dispone de un conector SAE Combo (también denominado CCS Combo)
Level 3 DC que le permite cargar en 30 minutos hasta el 80% de la capacidad de la batería, usando un cargador rápido DC de 50 kW.
Equipa una leva tras el volante que permite regular los 4 niveles de frenada regenerativa.
El peso del vehículo va de 1420 kg a 1475 kg.
Tiene una capacidad de maletero de 350 litros hasta la bandeja, 455 litros hasta el techo y 1410 litros con los asientos traseros abatidos.
Ofrece el sistema Advanced Smart Cruise Control que permite mantener la distancia al vehículo precedente sin necesidad de tocar los pedales. Además sigue funcionando tras la detención total.
La dirección eléctrica permite un diámetro de giro de 10,6 metros.
En el frontal no dispone de la rejilla habitual para el paso del aire de refrigeración, a diferencia de los coches de combustible (por ejemplo, de gasolina o diésel), al ser un vehículo todo-eléctrico.